# Linden-Dahlhauser Schwimmverein 1921
Der Linden-Dahlhauser Schwimmverein 1921 e.V. ist mit rund 750 Mitgliedern heute der zweitgrößte Schwimmverein in Bochum. Organisiert im Schwimmverband Südwestfalen e.V. bietet der Verein Wettkampfschwimmen, Breitensport sowie eine Schwimmschule für Kinder an.

## Geschichte
Die Gründung im Jahre 1921 erfolgte im Zuge der Zusammenlegung der Ämter Linden und Dahlhausen zur Großgemeinde Linden-Dahlhausen im Rahmen einer Verwaltungsreform. Ursprünglich wurde der unmittelbar an der Ruhr beheimatete Verein als Wassersportverein gegründet und auch so benannt. Zu ihm zählten – neben den Schwimmern – auch noch Ruderer und Kanuten. Vom Verbandswasserwerk erhielt der Verein im Zuge seiner Gründung die Genehmigung, die Ruhr oberhalb des noch heute existierenden Wehrs als Schwimmbahn zu nutzen. In Eigenarbeit errichtete der Verein einen Bootsschuppen, eine Startbrücke, eine Wendemarke sowie einen 3-m-Sprungturm und begründete damit das erste „Flussfreibad“ im Bochumer Südwesten. 1934 wurden Klubhaus und Schwimmbahn von Grund auf renoviert und vergrößert. Im selben Jahr löste das Verbandswasserwerk den Pachtvertrag für das Gelände, um die inzwischen errichtete städtische Badeanstalt zu vergrößern.
Seit 1968 gilt das Bochumer Südbad als Heimstätte des LDSV. In der Folge begann der sportliche Aufstieg, der – im Rahmen der vom LDSV mitgegründeten SG Bochum-Wattenscheid – zu Deutschen Meisterschaften und Olympiateilnahmen von Athleten des LDSV führte. Der später für die SG Essen startende Bochumer Mark Warnecke zählt hierbei zu den erfolgreichsten und bekanntesten Schwimmern.
Heute liegt der Fokus des Vereins stärker im Bereich gezielter Kinder- und Jugendförderung. Hierzu zählen der Wettkampfsport ebenso wie Breitensportangebote und die kontinuierliche Durchführung von Schwimmlernkursen.
Zum 100-jährigen Vereinsjubiläum ist 2021 eine Festschrift erschienen, in der die Entwicklung des Vereins sorgfältig dokumentiert worden ist.